# I Want Your Love
Az I Want Your Love (magyarul: Akarom a szerelmedet) egy dal, amely Moldovát képviselte a 2015-ös Eurovíziós Dalfesztiválon, Bécsben az ukrán Eduard Romanyuta előadásában. A dal a 2015. február 28-án rendezett moldáv nemzeti döntőben nyerte el az indulás jogát.
A dalhoz videóklip is készült, melyet 2015. március 15-én mutattak be, habár a klip teljes egésze az előadó egy korábbi dalának a Shore (Verega)-nak összevágott részleteit tartalmazza.

## Eurovíziós Dalfesztivál
A dalt az Eurovíziós Dalfesztiválon a május 19-i első elődöntőben adta elő, fellépési sorrendben elsőként az Örményországot képviselő Genealogy Face the Shadow című dala előtt. Az elődöntőben a tizenegyedik helyen végzett, így nem jutott tovább a május 23-i döntőbe.
A következő moldáv induló Lidia Isac Falling Stars című dala volt a 2016-os Eurovíziós Dalfesztiválon.